# Erigonoplus latefissus
Erigonoplus latefissus là một loài nhện trong họ Linyphiidae.
Loài này thuộc chi Erigonoplus. Erigonoplus latefissus được J. Denis miêu tả năm 1968.